# Bottiella cucutensis
Bottiella cucutensis är en kräftdjursart som först beskrevs av Pretzmann 1968.  Bottiella cucutensis ingår i släktet Bottiella och familjen Trichodactylidae. IUCN kategoriserar arten globalt som sårbar. Inga underarter finns listade i Catalogue of Life.